# Wellington Rugby Football Union
Wellington Lions (Vodafone Wellington Lions) - zespół grający w rugby mający swoją siedzibę w Wellington, założony w 1879 r. Swoje mecze rozgrywa na Westpac Stadium. Dyrektorem zespołu jest Joe Pope, trenerem Jamie Joseph. Zespół gra w Air New Zealand Cup.

## Informacje ogólne
- Klasa rozgrywek:  Puchar Air New Zealand
- Barwy: czarno-białe
- Stadion: Westpac Stadium
- Trener klubu::  Jamie Joseph
- Oficjalna strona: lions.nz

## Skład
- Buxton Popaliʻi
- Tamati Ellison
- Ross Filipo
- Hosea Gear
- Cory Jane
- Serge Lilo
- Chris Masoe
- Maʻa Nonu
- Shannon Paku
- John Schwalger
- Mahonri Schwalger
- Conrad Smith
- Rodney Soʻoialo
- Jeremy Thrush
- Neemia Tialata
- Victor Vito
- Thomas Waldrom
- Piri Weepu
- Ross Kennedy
- Miah Nikora
- Tane Tuʻipulotu

## Znani gracze
- Jerry Collins
- Christian Cullen
- Lome Faʻatau
- Ross Filipo
- Roy Kinikinilau
- Jonah Lomu
- Ma'a Nonu
- Kristian Ormsby
- Shannon Paku
- Semo Sititi
- Elvis Sevealiʻi
- Sireli Bobo
- Conrad Smith
- Rodney Soʻoialo
- Neemia Tialata
- Tana Umaga
- Piri Weepu
- David Holwell
- Hosea Gear